# Albertus van Harinxma thoe Slooten (1872-1940)
Albertus baron van Harinxma thoe Slooten (Beetsterzwaag, 4 mei 1872 – Amsterdam, 17 september 1940) was een Nederlands jurist.
Hij werd geboren als zoon van Binnert Philip baron van Harinxma thoe Slooten die advocaat en kantonrechter was voor hij in 1871 lid werd van de Provinciale Staten van Friesland en van 1878 tot 1909 Commissaris van de Koning(in) van Friesland was. Zijn oudere broer Pieter ging hun vader achterna en werd in 1909 Commissaris van de Koningin van Friesland; zelf had hij een 37-jarige carrière bij het Openbaar Ministerie (OM).
Na zijn studie aan de Rijksuniversiteit Leiden werd hij in 1902 benoemd tot ambtenaar bij het OM in Leeuwarden. Zeven jaar later ontving hij zijn benoeming tot substituut-officier van justitie; eerst in Winschoten en een jaar later in Amsterdam. In 1921 volgde zijn benoeming tot advocaat-generaal bij het gerechtshof Amsterdam. Toen S.J.M. van Geuns, de procureur-generaal van dat gerechtshof, in 1934 op 70-jarige leeftijd met pensioen ging, volgde Van Harinxma thoe Slooten in augustus van dat jaar op.
In 1935 kreeg hij van de Gestapo het verzoek om naar Nederland gevluchte Duitse communisten die niet naar Duitsland teruggestuurd konden worden, niet langer vrij te laten omdat ze zich dan in andere landen zouden kunnen gaan vestigen. Hierop schreef hij een brief aan de minister van justitie waarna in maart van dat jaar Fort Honswijk bij Culemborg als concentratiekamp werd ingericht en kort daarop in gebruik werd genomen.
In december 1939 ging hij met pensioen waarna hij nog geen jaar later op 68-jarige leeftijd overleed.
- Virtual International Authority File: 7560154923717863780002
- WorldCat: E39PBJg8Gw6fFwq6PpPc7Rptrq